# Noblehaye
Noblehaye is een buurtschap in de deelgemeente Bolland van de Belgische gemeente Herve.

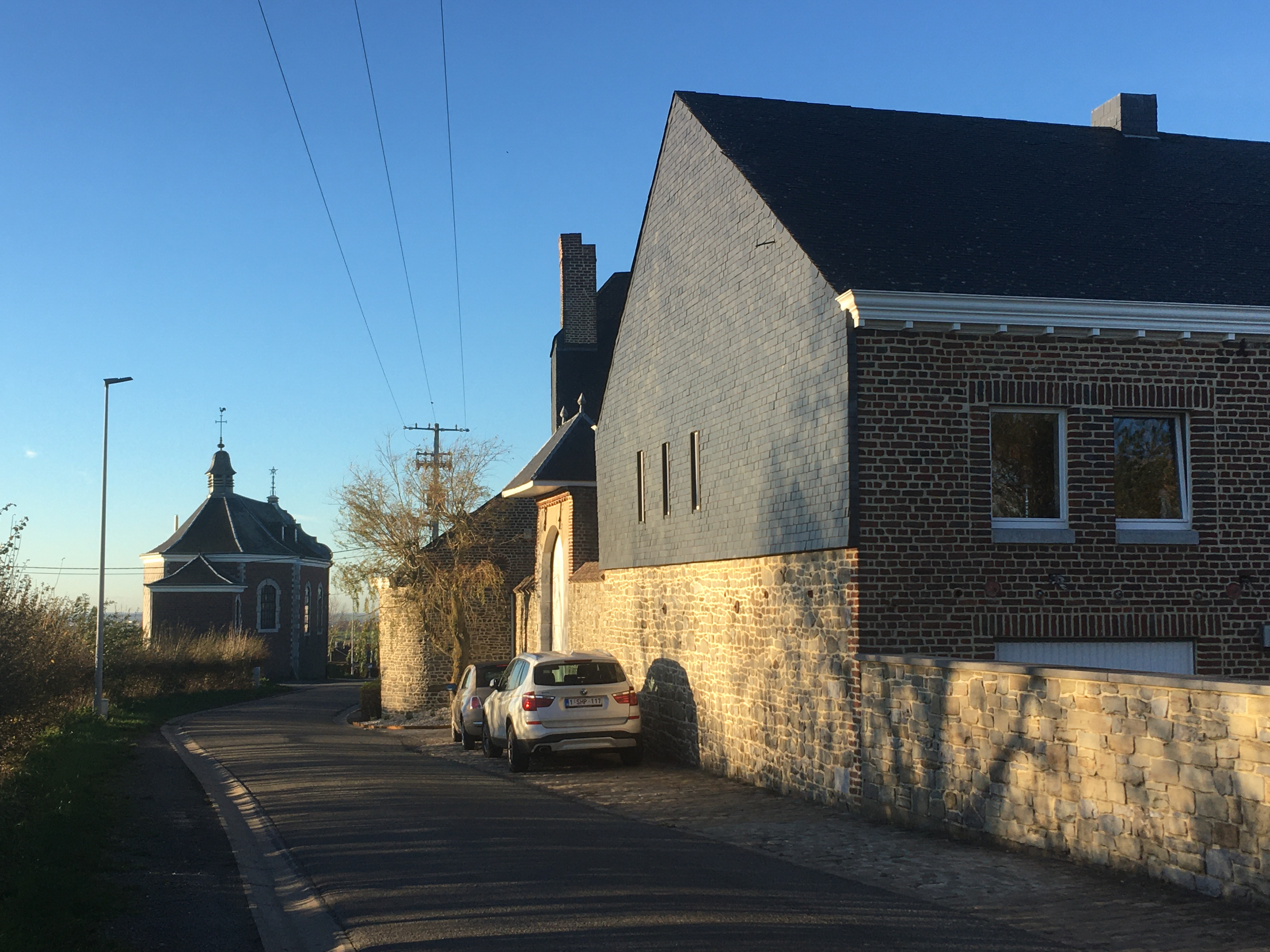
Straatbeeld van Noblehaye met de kapel op de achtergrond.

Noblehaye is gelegen op een vooruitgeschoven hoogte die de valleien van de Bolland en de Ruisseau de Noblehaye beheerst. De plaats werd voor het eerst vermeld in 1308 als Abelinhaye.
Omstreeks 1600 werd hier een wonderdadig Mariabeeld gevonden dat tal van bedevaartgangers aantrok en leidde tot de bouw, in 1707, van de Kapel van Noblehaye.
Deelgemeente: Battice · Bolland · Charneux · Chaineux · Grand-Rechain · Herve · Julémont · Xhendelesse

Overige kernen: Asse · Bellefontaine · Bruyères · Gurné · Holliguette · Hubertfays · José · Les Fawes · Manaihant · Noblehaye  · Renouprez · Sauvenière · Xhéneumont

Belgische gemeenten · arrondissement Verviers · provincie Luik · Wallonië